# Strijkkwartet nr. 15 (Villa-Lobos)
Heitor Villa-Lobos componeerde zijn Strijkkwartet nr. 15 in New York in 1954, in opdracht van Janet Collins. Zijn bijtitel kreeg het kwartet omdat het een van Villa-Lobos’ meest harmonisch klinkende strijkkwartetten is. Qua stijl sluit het strijkkwartet aan bij het neoclassicisme, een stroming waar Villa-Lobos soms in stapt, om er net zo snel weer van af te wijken. Deel 2 heeft een passage waarbij de strijkers in een tonale gelaagdheid chromatisch spelen. Deel 3 is het scherzo, waarbij er een kruising ontstaat van muziek van Johann Sebastian Bach (steeds doorgaande muziek) en Ludwig van Beethoven (timbre) en de eigen inbreng van de componist. Het zou zomaar passen in zijn Bachianas brasileiras.

## Delen
1. Allegro non troppo
2. Moderato
3. Scherzo, vivo
4. Allegro.

De première werd verzorgd door het Juilliard Quartet, april 1958 in Washington D.C..

## Bron en discografie
- Uitgave Briljant Classics: Cuarteto Latinomericano
- Naxos: Danubius Quartet

Strijkkwartet nr. 1 · Strijkkwartet nr. 2 · Strijkkwartet nr. 3 · Strijkkwartet nr. 4 · Strijkkwartet nr. 5 · Strijkkwartet nr. 6 · Strijkkwartet nr. 7 · Strijkkwartet nr. 8 · Strijkkwartet nr. 9 · Strijkkwartet nr. 10 · Strijkkwartet nr. 11 · Strijkkwartet nr. 12 · Strijkkwartet nr. 13 · Strijkkwartet nr. 14 · Strijkkwartet nr. 15 · Strijkkwartet nr. 16 · Strijkkwartet nr. 17